# Silke Lesemann

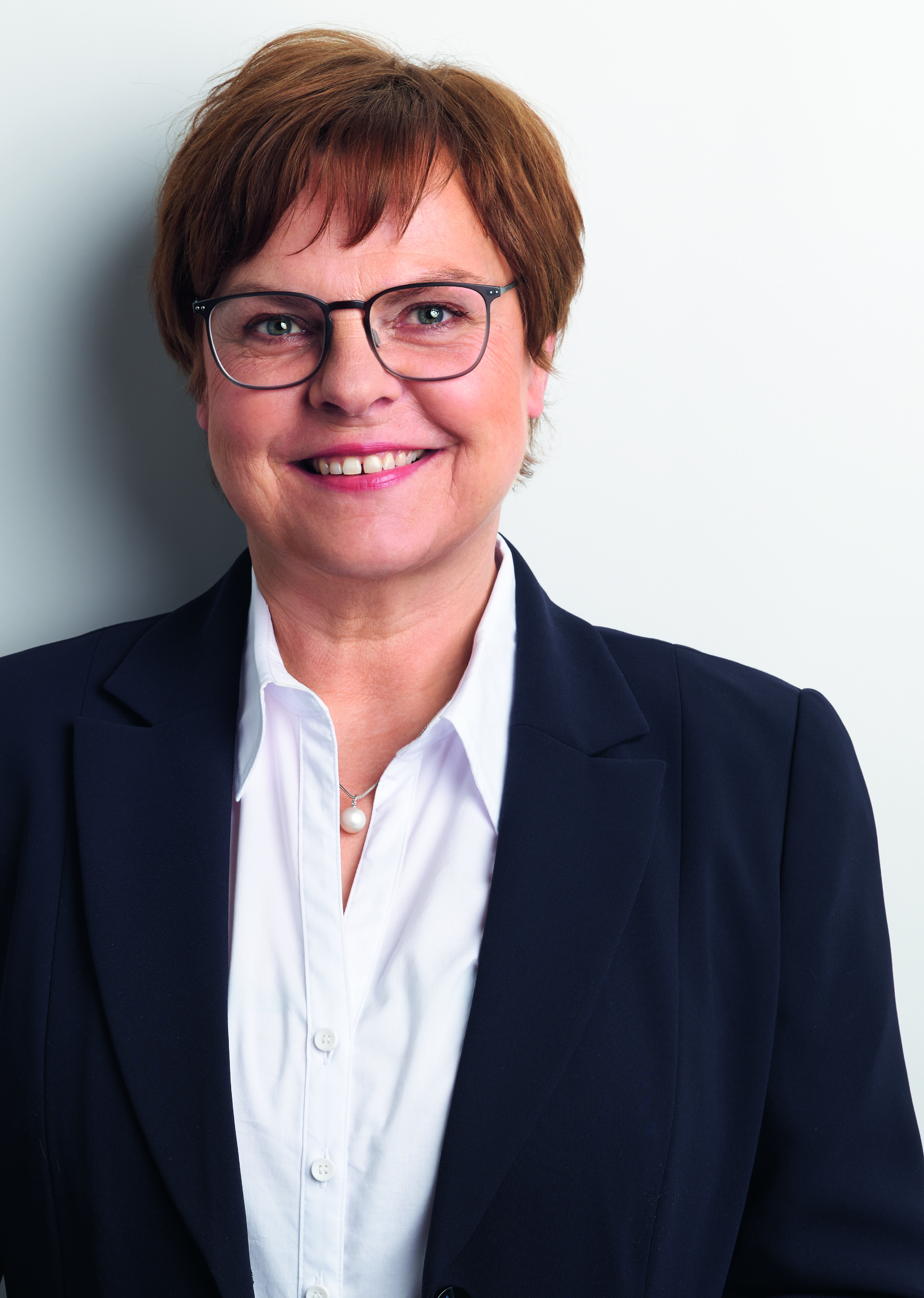
Silke Lesemann (2022)

Silke Lesemann (* 20. Juni 1962 in Hildesheim) ist eine deutsche Politikerin (SPD). Sie ist seit Februar 2008 Abgeordnete des Niedersächsischen Landtags.

## Leben
Lesemann machte im Jahr 1981 Abitur in Lehrte und studierte anschließend Geschichte und Soziologie an der Universität Hannover. Nach dem Abschluss als Magister, war sie bis 1992 als wissenschaftliche Mitarbeiterin im Stadtarchiv Hildesheim tätig. Im Jahr 1993 promovierte sie zur Dr. phil. an der Universität Hannover, wo sie bis 1995 als Lehrbeauftragte tätig war. Anschließend forschte sie bis 1996 als Post-Doktorandin am Max-Planck-Institut für Geschichte in der Arbeitsgemeinschaft Gutsherrschaft an der Universität Potsdam. In den Jahren 1996 bis 2002 hatte sie an der Universität Hannover ein Habilitationsstipendium im Dorothea-Erxleben-Programm der niedersächsischen Landesregierung.
Vom Jahr 2002 an war sie bis zur Wahl in den Landtag 2008 wissenschaftliche Mitarbeiterin im Gleichstellungsbüro der Technischen Universität Braunschweig.
Lesemann ist verheiratet und hat zwei Kinder.

## Politik
Lesemann trat im Jahr 1987 in die SPD ein und ist Beisitzerin im Vorstand des SPD-Unterbezirks Hannover und im Beirat des SPD-Bezirks Hannover. Seit 2006 ist sie Vorsitzende des SPD-Ortsvereins Sehnde. Seit 2011 ist sie Vorsitzende der AWO Region Hannover e. V. sowie seit 2013 der Politischen Bildungsgemeinschaft Niedersachsen e. V. (PBN), Mitglied von ver.di, SoVD, im Förderverein der Freiwilligen Feuerwehr Bolzum, im SV Bolzum und im Verein für Regionalgeschichte Sehnde.
Kommunalpolitische Mandate hat die Ortsbürgermeisterin von Bolzum seit 2011 im Ortsrat Bolzum sowie im Rat der Stadt Sehnde.
Seit 2008 tritt Silke Lesemann bei den Landtagswahlen für die SPD im Wahlkreis Laatzen an. Während sie 2008 gegen Christoph Dreyer (CDU) unterlag und über die SPD-Landesliste in den Niedersächsischen Landtag einzog, gewann sie 2013, 2017 und 2022 den Wahlkreis.
Seit 2017 ist die Stellvertretende Fraktionsvorsitzende der SPD-Landtagsfraktion sowie Sprecherin für Wissenschaft und Kultur. In den Jahren 2015 bis 2017 war sie Vorsitzende der Enquetekommission „Verrat an der Freiheit – Machenschaften der Stasi in Niedersachsen aufarbeiten“.

## Mitgliedschaften
- Vereinte Dienstleistungsgewerkschaft (Ver.di)
- Arbeiterwohlfahrt (AWO)
- Sozialverband Deutschland (SoVD)

## Werke
- Arbeit, Ehre, Geschlechterbeziehungen. Zur sozialen und wirtschaftlichen Stellung von Frauen im frühneuzeitlichen Hildesheim. Bernward, Hildesheim 1994.
- „Dass eine gelehrte frau keine wirtinn sey“. Zur Bildung und Sozialisation landadliger Frauen im 18. Jahrhundert. In: Claudia Opitz u. a. (Hrsg.): Tugend, Vernunft und Gefühl. Geschlechterdiskurse der Aufklärung und weibliche Lebenswelten. Waxmann, Münster 2000, S. 249–269.
- Prägende Jahre. Hardenbergs Herkunft und Amtstätigkeit in Hannover und Braunschweig (1771–1790). In: Thomas Stamm-Kuhlmann (Hrsg.): „Freier Gebrauch der Kräfte“. Eine Bestandsaufnahme der Hardenberg-Forschung. Oldenbourg, München 2001, S. 11–30.
- (zusammen mit Jutta Schwarzkopf und Adelheid von Saldern): Geschlechtergeschichte. Von der Nische in den Mainstream. In: Zeitschrift für Geschichtswissenschaft 50 (2002), S. 485–504.
- Die „Mutter der Könige“ und der englische Thron. Kurfürstin Sophie von Hannover. In: Witwenschaft in der Frühen Neuzeit. Fürstliche und adlige Witwen zwischen Fremd- und Selbstbestimmung. Leipziger Universitäts-Verlag, Leipzig 2003, S. 249–262.
- (Hrsg. zusammen mit Annette von Stieglitz): Stand und Repräsentation. Kultur- und Sozialgeschichte des hannoverschen Adels vom 17. bis zum 19. Jahrhundert. Verlage für Regionalgeschichte, Bielefeld 2004.
- (Hrsg. zusammen mit Axel Lubinski): Ländliche Ökonomien. Arbeit und Gesellung in der frühneuzeitlichen Agrargesellschaft. Berliner Wissenschafts-Verlag, Berlin 2007.
  - darin: Einleitung. Ländliche Ökonomien im Wandel, S. 9–18, und Das „virtuelle“ adlige Dorf. Freundschaft und Geselligkeit im altmärkischen Adel um 1800, S. 179–197.